# Veroneser Rätsel

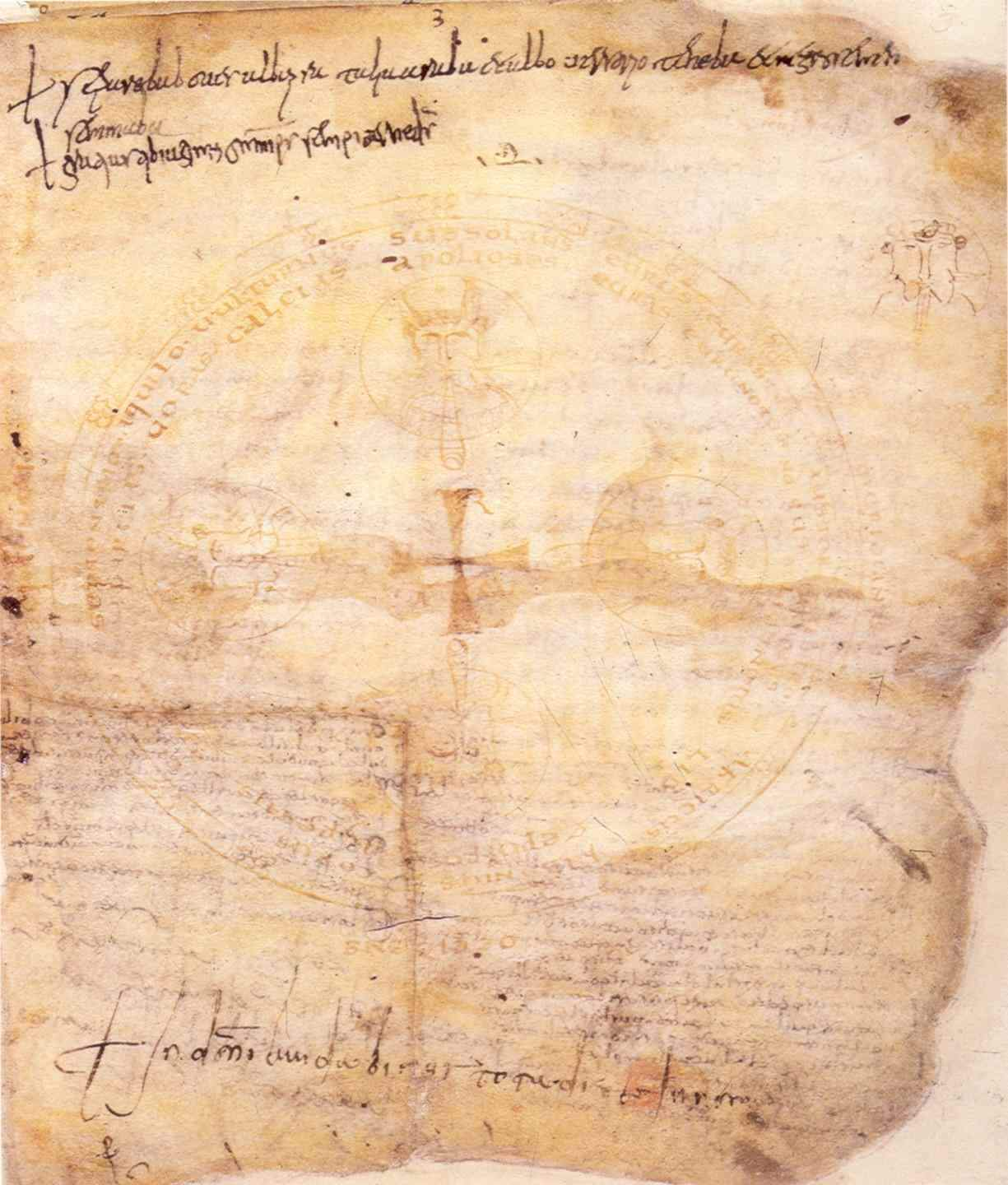
Das Veroneser Rätsel

Das Veroneser Rätsel (italienisch Indovinello veronese) ist ein Rätsel in einer frühen italoromanischen Sprache in einem Manuskript in der Biblioteca Capitolare di Verona. Der Text in jüngerer römischer Kursive aus dem 8. oder 9. Jahrhundert wird seit der Entdeckung und Publikation durch Luigi Schiaparelli im Jahr 1924 manchmal als ältestes Beispiel eines Textes in italienischer Sprache angeführt.

## Text
Diplomatische Umschrift
1.  ✝ separebabouesalbaprataliaaraba & albouersorioteneba & negrosemen
2.  seminaba
3.  ✝ gratiastibiagimusomnip(oten)ssempiterned(eu)s
Umschrift
Se pareba boves
alba pratalia araba
albo versorio teneba
negro semen seminaba
Gratias tibi agimus omnipotens sempiterne deus
Deutsche Übersetzung
Rinder bereitete er
Weiße Felder pflügte er
Weißen Pflug hielt er
Schwarzen Samen säte er
Wir danken dir, o allmächtiger ewiger Gott

## Erläuterung
Die Sprache des Textes ist ein im Frühmittelalter gesprochenes Italoromanisch. Die Interpretation des Textes, der ohne Interpunktion und Worttrennung niedergeschrieben wurde, ist bezüglich des Anfangs problematisch: Hier ist unklar, ob se auf lateinisch sibi oder lateinisch sic zurückgeht und ob pareba auf lateinisch parare oder lateinisch parere weist, oder ob gar separeba als ein Wort (von lateinisch separare) gelesen werden muss. Die übrigen Wörter sind weniger problematisch. Das auf vulgärlateinisch *versorium zurückgehende versorio (Wendepflug) entspricht dem Dialektwort versor in modernen Dialekten des Veneto.
Über die genauere zeitliche und räumliche Zuordnung des Textes kann mangels Vergleichstexten nur spekuliert werden. Der Text könnte um das Jahr 800 in Verona durch einen des Lateinischen kundigen Mönch geschrieben worden sein. Mit dem Rest des Manuskriptes steht er in keinem Zusammenhang.
Der Text bildet ein Schreiberrätsel: Es ist die Hand des Schreibers, die weiße Felder (leere Seiten) pflügte, den weißen Pflug (die Gänsefeder) hielt und schwarzen Samen (Buchstaben) säte. Der unverständliche Anfang kann sich auf die Finger des Schreibers oder das Pergament aus Kuhhaut beziehen.